# ستيف لينيك
ستيف لينيك (بالإنجليزية: Steve Linick)‏ هو محامٍ أمريكي، شغل منصب المفتش العام لوزارة الخارجية منذ عام 2013 وحتى عام 2020، تم ترشيحه من قبل الرئيس باراك أوباما وتم تأكيده من قبل مجلس الشيوخ الأمريكي.

## النشأة والتعليم
حصل لينيك على البكالوريوس في الآداب (1985) وماجستير الآداب في الفلسفة (1990)، ودكتوراه في القانون (1990) من جامعة جورجتاون في واشنطن العاصمة.

## الحياة العملية
في وقت مبكر من حياته المهنية، عمل لينيك كمساعد للمدعي العام في مكتب المدعي العام في مقاطعة فيلادلفيا وكزميل في مكتب نيومان وهولتزنغر للمحاماة في واشنطن العاصمة
عمل لينيك كمحامي مساعد للولايات المتحدة في كاليفورنيا من 1994 إلى 1999 وفرجينيا من 1999 إلى 2006. كما شغل منصب المدير التنفيذي لفرقة العمل الوطنية لمكافحة الاحتيال في المشتريات التابعة لوزارة العدل ونائب رئيس قسم الاحتيال التابع لها في القسم الجنائي من عام 2006 إلى عام 2010. خلال فترة عمله في وزارة العدل، أشرف وشارك في قضايا الاحتيال الإجرامي من ذوي الياقات البيضاء التي تنطوي على الفساد والتزوير التعاقدي ضد الولايات المتحدة في العراق وأفغانستان.
قبل تعيينه في هذا المنصب، شغل منصب المفتش العام الأول لوكالة تمويل الإسكان الفيدرالية من عام 2010 حتى عام 2013.
بدأ لينيك فترة عمله كمفتش عام لوزارة الخارجية الأمريكية في 30 سبتمبر 2013. وبصفته مفتشًا عامًا، فإن لينيك هو المسؤول الأول عن تحديد المخاطر التشغيلية داخل وزارة الخارجية والوكالة الأمريكية لوسائل الإعلام العالمية، وتقييم مدى كفاية الضوابط الداخلية، وإجراء التحقيقات الإدارية والجنائية بشأن الهدر والاحتيال وسوء الإدارة وسوء السلوك. وهو مسؤول عن توفير الإشراف لأكثر من 70.000 من موظفي وزارة الخارجية والوكالة الأمريكية لوسائل الإعلام العالمية، و 270 مهمة خارجية ومرافق أخرى حول العالم، وأكثر من 70 مليار دولار في وزارة الخارجية، والوكالة الأمريكية لوسائل الإعلام العالمية، وموارد المساعدة الخارجية. كما يعمل كمفتش معاون عام لعمليات الطوارئ الخارجية المحددة.

### جدل ترامب وأوكرانيا
في خضم جدل ترامب وأوكرانيا، نقل لينيك مجموعة من الوثائق من رودي جولياني عن طريق وزير الخارجية مايك بومبيو إلى عضو اللجنة القضائية جيمي راسكين. وعلى إثر ذلك تم عزله من منصب المفتش العام لوزارة الخارجية في 15 مايو 2020، وكُلّف ستيفن أكارد بالمنصب.